# Denys Watkins-Pitchford
Denys James Watkins-Pitchford (* 25. Juli 1905 in Lamport, Northamptonshire; † 8. Oktober 1990), Pseudonym B.B., war ein britischer Schriftsteller und Illustrator.

## Biographie
Watkins-Pitchford wurde in Lamport, Northamptonshire in Großbritannien als Sohn des anglikanischen Pfarrers Walter Maristow Watkins-Pitchford geboren. Er besuchte zuerst die Northampton School of Art, studierte dann in Paris und absolvierte danach das Royal College of Art in London. Nach Abschluss des College ergriff er den Beruf des Lehrers und arbeitete als Assistent eines Kunstdozenten an der bekannten Rugby School in Warwickshire. 1944 schrieb er, unter dem Pseudonym B.B., den Jugendroman Brendon Chase und landete damit einen Welterfolg, der in mehrere Sprachen übersetzt und 1980 sogar verfilmt wurde (dt. Im Schatten der Eule, übersetzt von Annemarie Böll). Zuvor war er 1942 für The Little Grey Men (Die Wichtelreise) mit der Carnegie Medal ausgezeichnet worden. Da Watkins-Pitchford fortan viel Zeit mit dem Schreiben verbrachte und durch diese Arbeit genügend Geld verdienen konnte, gab er 1947 seinen Beruf als Lehrer auf und widmete sich voll und ganz seiner Tätigkeit als Schriftsteller.
Bevorzugt behandelte Watkins-Pitchford sogenannte „Wildlife“ Themen, also Geschichten, die sich um das Leben in und mit der Natur drehen. Neben Brendon Chase zählten Manka The Sky Gypsy und Wild Lone dazu. Außerdem schrieb er eine Serie von phantastischen Geschichten für Kinder, die in dem Magischen Wald von Boland spielten. Zu den bekanntesten Werken in Deutschland gehören die Abenteuer von Dominik Dachs, die in mehreren Bänden erschienen. Er illustrierte seine eigenen Bücher, aber auch Bücher anderer Autoren. 
1990 wurde Watkins-Pitchford als member in den Order of the British Empire aufgenommen.